# الطاقة وعلوم البيئة (دورية)
علوم الطاقة والبيئة (بالإنجليزية: Energy & Environmental Science)‏ هي دورية علمية شهرية محكمة تنشر مقالات بحثية ومراجعة أصلية (أولية). وتغطي الدورية الأعمال ذات الطبيعة متعددة التخصصات في العلوم البيوكيميائية والفيزيائية الحيوية وتخصصات الهندسة الكيميائية والميكانيكية، ومجالات الطاقة.  وتصدر دورية الطاقة وعلوم البيئة عن الجمعية الملكية للكيمياء، ورئيس تحريرها هو جوزيف هوب (جامعة نورث وسترن، الولايات المتحدة الأمريكية).
وفقًا لتقارير الاستشهاد بالمجلات الأكاديمية، فإن عامل التأثير للدورية لعام 2017 هو 30.067، مما يجعلها في المرتبة الرابعة من بين 163 دورية في فئة "الكيمياء، متعددة التخصصات"،  الأولى من بين 88 دورية في فئة "الطاقة والوقود"،  الأولى من 135 دورية في فئة "الهندسة والكيمياء"  والأولى من بين 225 دورية في فئة "العلوم البيئية". 

## أنواع المقالات
تنشر الدورية أنواع المقالات التالية: مقالات البحث (الأعمال العلمية الأصلية)؛ مقالات المراجعة والآراء والمراجعات الصغيرة (مقالات مراجعة ذات صلة واسعة النطاق)؛ المقالات القصيرة (أعمال علمية أصلية ذات طابع عاجل)؛ المقالات الرأي (وجهات نظر شخصية وغالبًا ما تكون فرضيات حول موضوع حالي)؛ ومقالات التحليل (فحص عميق للتقنيات والاستراتيجيات والسياسات والأطر المفاهيمية العامة ذات الاهتمام العام).

## الاستخلاص والفهرسة
وفقًا لقائمة مجلات تومسون رويترز وخدمة المستخلصات الكيميائية، فُهرست هذه الدورية في الخدمات التالية:
- مؤشر الاقتباس العلمي
- المحتويات الحالية / الزراعة وعلم الأحياء وعلوم البيئة
- المحتويات الحالية / العلوم الفيزيائية والكيميائية وعلوم الأرض
- المحتويات الحالية / الهندسة والحوسبة والتكنولوجيا
- خدمة المستخلصات الكيميائية[8]